# Starkowo (Ustka)
Starkowo (deutsch Starkow) ist ein Dorf im Powiat Słupski (Kreis Stolp) der polnischen Woiwodschaft Pommern.

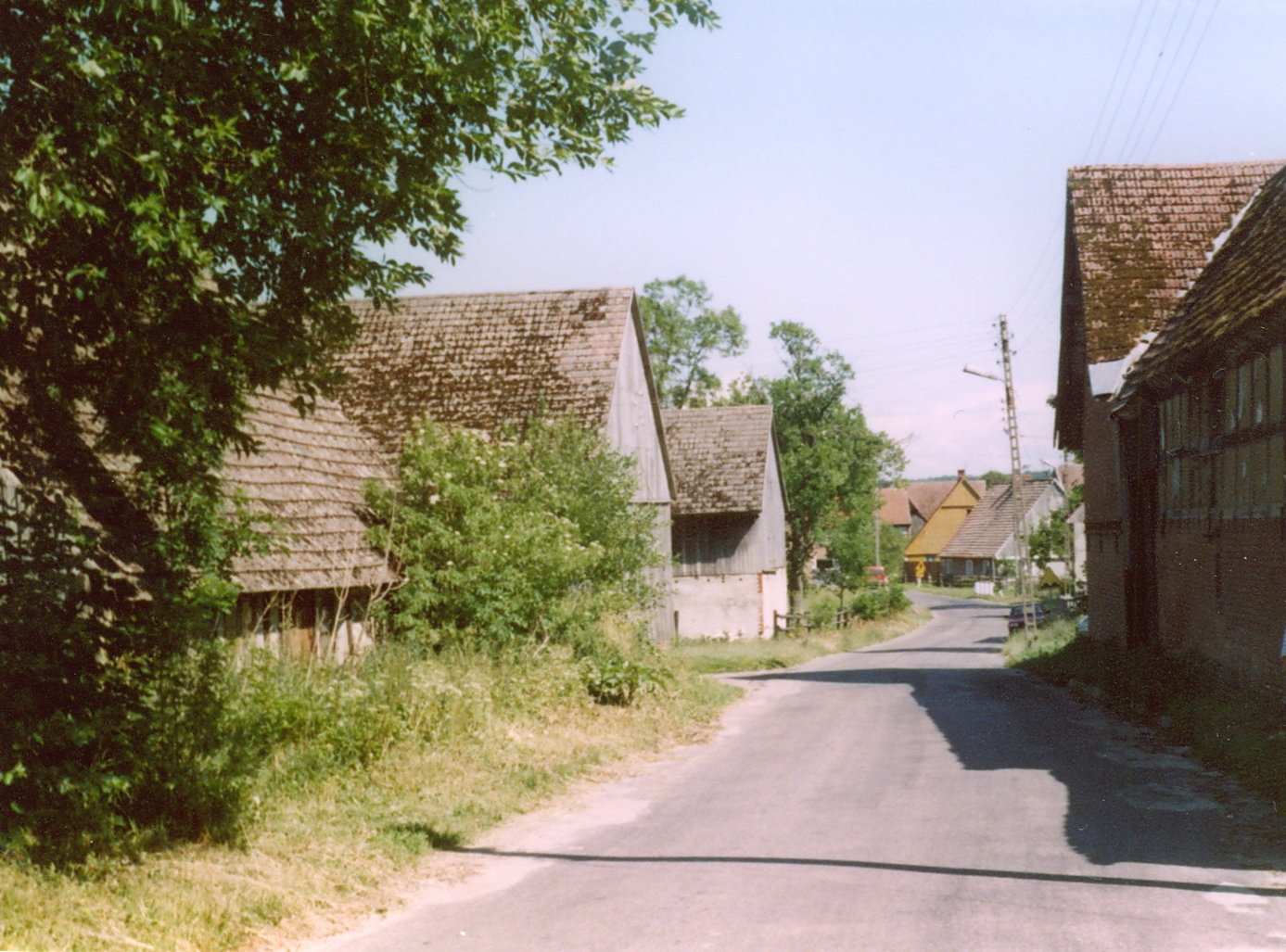
Ortsbild (2003)

## Geographische Lage
Das Dorf liegt in Hinterpommern, etwa 14 Kilometer nordwestlich der Stadt Słupsk (Stolp) und neun Kilometer südsüdwestlich der an der Ostsee gelegenen Stadt Ustka (Stolpmünde).

## Geschichte
Starkow war in älterer Zeit eine Eigentumsortschaft des Klosters Belbuck bzw. von dessen Filiale, dem Prämonstratenser-Nonnenkloster zu Stolp. Es war also ein sogenanntes Klosterdorf. Es wurde wie auch die Nachbardörfer Gallenzin, Horst und Mützenow von deutschen Siedlern nach deutschem Recht gegründet. In alten Lehensbriefen der Jahre 1355, 1450 und 1540 erscheint es als Besitz der Familie Krümmel. Nachdem 1534 auf dem Landtag von Treptow die Einführung der Reformation in Pommern beschlossen worden war und kurz darauf der Besitz der Klöster säkularisiert wurde, ging es in den Besitz des Herzogshauses über. Zu preußischer Zeit gehörte Starkow zu den achtzehn königlichen Dörfern, die dem Amt Stolp unterstanden.
Vor Ende des Zweiten Weltkriegs gehörte Starkow zum Landkreis Stolp, Regierungsbezirk Köslin, der Provinz Pommern. Die Gemeindefläche war 856 Hektar groß. Zur Gemeinde Starkow gehörten neben dem Dorf Starkow die Wohnplätze Gallenzin und Bahnhof Gallenzin-Saleske. Im Jahr 1925 standen in Starkow 83 Wohngebäude. 1939 wurden 116 Haushaltungen und 520 Einwohner gezählt.
Gegen Kriegsende erhielt die Gemeinde beim Herannahen der Roten Armee einen Räumungsbefehl, der jedoch nicht mehr ausgeführt werden konnte, da die sowjetischen Truppen schnell vorrückten. Das Dorf wurde am 8. März 1945 kampflos eingenommen. Unter der anschließenden russischen Besetzung hat das Dorf stark gelitten. Nachdem ganz Hinterpommern nach Kriegsende unter polnische Verwaltung gestellt worden war, kamen am 25. September 1945 die Polen in das Dorf. Sie richteten ein Verwaltungsbüro ein und beschlagnahmten die Häuser, Wohnungen und Gehöfte. In der Folgezeit wurden die Dorfbewohner vertrieben. Starkow wurde in Starkowo umbenannt.
Später wurden in der Bundesrepublik Deutschland 122 und in der DDR 144 aus Starkow gekommene Dorfbewohner ermittelt.
Das Dorf hat heute etwa 200 Einwohner.

## Sehenswürdigkeiten
Im Vierseitenhof Starkow 13 befindet sich ein Heringsmuseum mit Fischräucherei, Andenkenladen und Gastraum. Dieser Hof liegt etwas abseits vom Dorf. Stall, Scheune und Torhaus wurden 1832 in Fachwerkbauweise errichtet, das gemauerte Wohnhaus stammt von 1902.